# 蛇齋餅糭
蛇斋饼粽是香港一種特有的政治現象，不少建制派政黨均有以食物、礼品、廉價康樂活动等小恩小惠贿赂選民的習慣，藉以換取潛在的政治支持及選票。
「蛇斋饼粽」是指「蛇宴」、「齋宴」、「糕餅（如年糕和月餅等）」、「糉」，亦包括各類以收買人心為目的的小恩小惠，如以優惠價品嚐海鮮餐、郊外或主題公園一日遊，也包括特價拍攝證件相、剪頭髮，以及各樣的免費社區活動。因为界限模糊，有时候以“社区服务”、“市民联欢”之名进行，实为贿选，但游离於防止賄賂及舞弊行為的法例之外，成为香港政治动员的一项特色。

## 背景
2023年香港選舉改革前多屆區議會選舉，每个选区可能只有四、五个街区之小，有些地方每天会见到大多数的选民，便可能用各种方法来和选民拉关系。

## 案例
2018年4月11日，民主黨尹兆堅及林紹輝联合办事处向市民免费派发朱古力消化餅，受到民建聯立法會议员陳恒鑌质疑，更指他们每人派8包，笑言自己亦望尘莫及；尹兆坚回应称其議員辦事處是註冊非牟利慈善機構「食德好」的登記食物分發點，協助經配對的食品公司將一些快將過期，但未能賣出的食物，免費派發給有需要的基層市民，避免浪费食物，有助环保减废之余，厂家亦无需为存放过期食物支付仓租，更能幫助有需要的市民，尹兆堅呼籲陳恒鑌下次有不明白之處，可先向他查詢。
2018年8月23日，建制派与观塘民联会（观民会）合作，直接向新区居民派300蚊开学津贴，记者询问得知是次津贴花费约为30万元。不少政界中人对此直接派钱活动表示哗然，潜在对手民主党林冠存指，派钱很是少见，对活动感到诧异。
2018年12月6日，民建联屯门区议会主席梁健文，向街坊免费派发过百架买菜用的手拉车，而手拉车上印有其名字和头像。民协总干事李庭丰于指其“情况夸张”，质疑梁搞“蛇斋饼粽升级版”。
2018年3月香港立法會補選，民建聯在九龍西派出的2號候選人鄭泳舜當選後，其助選團成員被揭發透過「海麗之友社」派發福袋利誘選民投票給他，而福袋內有食品及日用品等物品，是一個價值約100港元的禮物包，涉嫌選舉舞弊，其中派發福袋的「海麗之友社」成員鄧奕梅及王維霞於2019年12月被控告向他人提供利益罪，王維霞是民建聯主席、立法會議員李慧琼的前助理，另有兩名海麗邨居民因為收受福袋及同意投票，結果一同被控。2021年5月13日，裁判官裁定鄧奕梅及王維霞串謀在選舉中作出舞弊行為，即向他人提供利益罪罪名成立。2021年5月26日，鄧奕梅及王維霞各被判入獄8個月。

## 观点

### 正面
- 媒体工作者张景宜认为，如果打短暂民生牌没有效，就不会那么多人需要打。如果以争取最多的人支持为准则，不能只凭政治理念，应当了解选民眼前着急的关注点着想。[12]
- 社工郭骏仁认为，根据马斯洛人类需求五层次理论，人首先是生理上的需要，最后才是自我实现的需要。蛇斋饼粽的长期支持者有处于长期困难甚至缺乏社会关怀的基层长者，生理上的需要和感情上的需要极大。[13]

### 反面
- 作家梁文道认为，自古以来为了稳定人心，体制一向要给人民提供“面包和马戏”，这种结合恰如其分地点出了一切威权的本质：跟着我走，我就会喂饱你。[1]
- 时评员梁启智认为，区议会不是只有“蛇斋饼糭”，善于搞“蛇斋饼糭”的议员不一定都善于社区规划，区议会往往变成橡皮图章。[14]
- 民主党副主席尹兆坚批评这类行为已经扭曲选举的意义，“这些完全是疯狂的，扭曲选举选民或者被选者、代议士的关系与意义。”[15]

### 其他
- 时任公民党党魁梁家杰在2011年选后的记者会中说，区议会愈来愈“蛇斋饼糭”，并指年轻人循区议会从政之路无前途，“蛇斋饼糭”成为区议会选举的代名词。亦有选民认为区级议员只懂得“蛇斋饼糭”，充其量是和老人家聊聊天、免费量血压，于是就不去投票了。[16]